# Primulina dongguanica
Primulina dongguanica là một loài thực vật có hoa trong họ Tai voi (Gesneriaceae). Loài này có ở Quảng Đông (Trung Quốc); được F.Wen, Y.G.Wei & R.Q.Luo mô tả khoa học đầu tiên năm 2014.